# Protomeliturga catimbaui
Protomeliturga catimbaui är en biart som beskrevs av Schlindwein och Jesus Santiago Moure 2005. Protomeliturga catimbaui ingår i släktet Protomeliturga och familjen grävbin. Inga underarter finns listade i Catalogue of Life.

## Bildgalleri

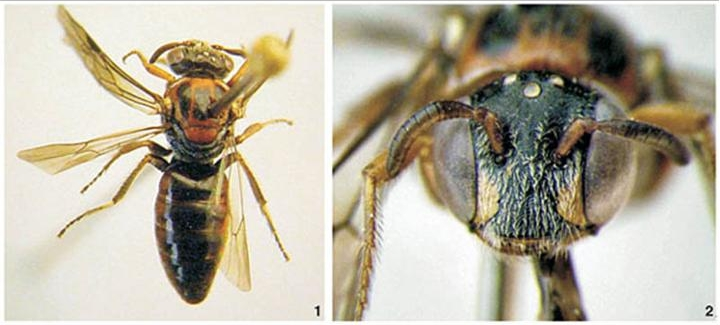